# Fayette (Nueva York)
Fayette es un pueblo ubicado en el condado de Seneca en el estado estadounidense de Nueva York. En el año 2000 tenía una población de 3,643 habitantes y una densidad poblacional de 25 personas por km².

## Geografía
Fayette se encuentra ubicado en las coordenadas 42°51′8″N 76°51′36″O / 42.85222, -76.86000.

## Demografía
Según la Oficina del Censo en 2000 los ingresos medios por hogar en la localidad eran de $43,259, y los ingresos medios por familia eran $52,163. Los hombres tenían unos ingresos medios de $34,457 frente a los $24,737 para las mujeres. La renta per cápita para la localidad era de $19,186. Alrededor del 4.3% de la población estaban por debajo del umbral de pobreza.